# Eduard Study

Eduard Study

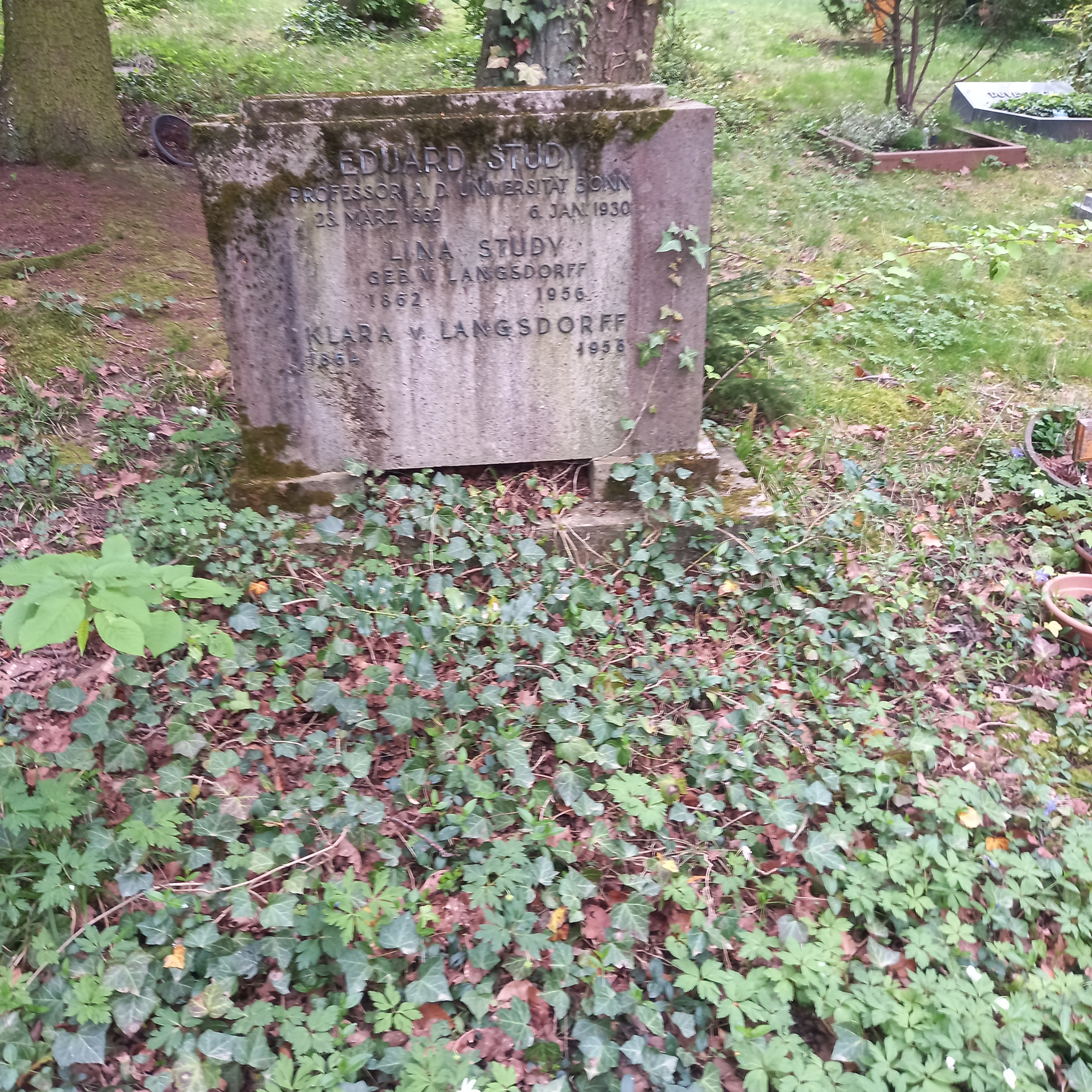
Das Grab von Eduard Study und seiner Ehefrau Lina geborene von Langsdorff auf dem Poppelsdorfer Friedhof in Bonn

Eduard Study, genauer Christian Hugo Eduard Study (* 23. März 1862 in Coburg; † 6. Januar 1930 in Bonn), war ein deutscher Mathematiker.
Study leistete unter anderem bedeutende Beiträge zur Invariantentheorie ternärer Formen, zu hyperkomplexen Zahlen, speziell den dualen Zahlen, zur Liniengeometrie und Lie’schen Kugelgeometrie und zur sphärischen Trigonometrie. Daneben lieferte er auch Beiträge zur Biologie, Quantenchemie und Philosophie. Study war zeitlebens ein einzelgängerischer Autodidakt und einer der letzten großen (klassischen) Geometer.

## Leben
Eduard Study wurde am 23. März 1862 als Sohn von Carl Traugott Wilhelm Study und von Caroline Therese Henriette von Langsdorff in Coburg geboren. Sein Vater war Professor für Deutsch, Latein, Griechisch, und Geschichte am Gymnasium in Coburg. Sein Urgroßvater mütterlicherseits, Karl Christian von Langsdorf, war Professor für Mathematik gewesen; sein Großvater mütterlicherseits, Wilhelm Gustav von Langsdorff (Gustav Wilhelm Langsdorf (1803–1847)), hatte Angewandte Mathematik sowie Bergwerks- und Salzwerkskunde unterrichtet.
Study war vier Jahre alt, als seine Mutter starb. Der Vater heiratete zwei Jahre später seine Schwägerin, die wenige Jahre später ebenfalls starb, als Eduard Study elf Jahre alt war. In den folgenden Jahren wurde er von der strengen Hand des Vaters erzogen.
Eduard Study absolvierte das Gymnasium in Coburg und begann im Wintersemester 1880/1881 ein Studium an der Universität Jena beim Biologen Ernst Häckel. Seine Leidenschaft galt zu dieser Zeit der Biologie gleichermaßen wie der Geometrie. Zu beiden Fächern gab es bereits erste Publikationen von Study.
Study wechselte im Wintersemester 1881/1882 an die Universität Straßburg, wo er unter anderem bei
Theodor Reye (1838–1919) studierte und sich neu mit der Synthetischen Methode beschäftigte. Danach wechselte er zum Wintersemester 1882/1883 an die Universität Leipzig, kehrte im Herbst 1883 kurz abermals nach Straßburg zurück und studierte danach in München.
1884 wandte Study erfolgreich den symbolischen Kalkül an, um bei einer Preisaufgabe der Technischen Hochschule München den ersten Preis zu gewinnen. 1885 wurde er mit einer Arbeit über die Graßmannsche Ausdehnungslehre promoviert.
Danach kehrte Study zur Universität Leipzig zurück, wo er bei Felix Klein mit den Arbeiten zur Habilitation begann. Während dieser Zeit wurde er, zusammen mit David Hilbert, von Klein zu einem Studienaufenthalt nach Paris geschickt; später schloss sich noch ein Aufenthalt in Erlangen an.
Nachdem sich Study habilitiert hatte, heiratete er 1888 seine Cousine Lina von Langsdorff; die beiden hatten als einziges Kind eine Tochter Trude (* 26. Juni 1889).
Als sein Verhältnis zu Klein sehr problematisch geworden war, verließ Study im Juli 1888 Leipzig und nahm ein Privatdozentenstipendium in Marburg an.
1889 veröffentlichte Study sein erstes Buch Methode zur Theorie der ternären Formen, das sich jedoch schlecht verkaufte und erst 1982 in einer von Gian-Carlo Rota initiierten Neuauflage nennenswerte Beachtung fand.
Von Juli 1893 bis April 1894 hielt er sich an verschiedenen Universitäten in den USA auf. Danach trat er eine Stelle als Extraordinarius in Bonn an, die er bis 1897 innehatte.
1897 erhielt er seine erste Stelle als ordentlicher Professor an der Universität Greifswald. Während dieser Zeit schrieb Study sein 1903 veröffentlichtes größtes Werk Geometrie der Dynamen.
1904 wechselte er auf eine ordentliche Professorenstelle an die Universität Bonn. 1911 wurde er zum korrespondierenden Mitglied der Göttinger Akademie der Wissenschaften und 1923 der Preußischen Akademie der Wissenschaften gewählt. Seit 1927 war er korrespondierendes Mitglied der Bayerischen Akademie der Wissenschaften. Zum Ende des Sommersemesters 1927 wurde er emeritiert.
Am 6. Januar 1930 starb Study an Magenkrebs. Die Einäscherung fand am 9. Januar in Mainz statt; die Urne wurde in Bonn auf dem Poppelsdorfer Friedhof beigesetzt.

## Werke
- Über die Geometrie der Kegelschnitte insbesondere deren Charakteristikenproblem. Teubner, Leipzig 1885.
- Methoden zur Theorie der ternaeren Formen. Teubner, Leipzig 1889.
- Sphärische Trigonometrie, orthogonale Substitutionen, und elliptische Functionen: Eine analytisch-geometrische Untersuchung. S. Hirzel, Leipzig 1893.
- Die Hauptsätze der Quaternionentheorie. Gaertner, Berlin 1900.
- Geometrie der Dynamen. Die Zusammensetzung von Kräften und verwandte Gegenstände der Geometrie. Teubner, Leipzig 1903.
- Vorlesungen über ausgewählte Gegenstände der Geometrie. Teubner, Leipzig 1911.
- Die realistische Weltansicht und die Lehre vom Raume. Friedr. Vieweg und Sohn, Braunschweig 1914.
- Einleitung in die Theorie der Invarianten linearer Transformationen auf Grund der Vektorenrechnung. Friedr. Vieweg und Sohn, Braunschweig 1923.
- Mathematik und Physik – Eine erkenntnistheoretische Untersuchung. Friedr. Vieweg und Sohn, Braunschweig 1923.